# Sønder Nærå Sogn
Sønder Nærå Sogn er et sogn i Midtfyn Provsti (Fyens Stift).
I 1800-tallet var Sønder Nærå Sogn et selvstændigt pastorat. Det hørte til Åsum Herred i Odense Amt. Sønder Nærå sognekommune blev ved kommunalreformen i 1970 indlemmet i Årslev Kommune, der ved strukturreformen i 2007 indgik i Faaborg-Midtfyn Kommune.
I Sønder Nærå Sogn ligger sognekirken Sankt Mikaels Kirke fra Middelalderen og Sdr. Nærå Valgmenighedskirke fra 1875.
I sognet findes følgende autoriserede stednavne:
- Ibjerg (areal, bebyggelse)
- Ore (bebyggelse, ejerlav)
- Rindebæk (bebyggelse)
- Sønder Nærå (bebyggelse, ejerlav)
- Sønder Nærå Hestehave (bebyggelse)
- Tarup (bebyggelse, ejerlav)
- Tarup Mark (bebyggelse)
- Torpegård (ejerlav, landbrugsejendom)
- Ved Tarup Mølle (bebyggelse)